# Dumfriesshire

Lage von Dumfriesshire in Schottland

Dumfriesshire (schottisch-gälisch Siorrachd Dhùn Phrìs) ist eine der traditionellen Grafschaften von Schottland, gelegen im Süden Schottlands an der Grenze zu England. Verwaltungssitz und namensgebender Ort war die Stadt Dumfries. Die Grafschaft bestand historisch aus den drei Landschaften Annandale, Eskdale und Nithsdale.
Als Verwaltungsgrafschaft bestand Dumfriesshire zwischen 1890 und 1975 und ging dann in der Region Dumfries and Galloway auf. Die Region Dumfries and Galloway wurde 1996 in eine Council Area umgewandelt. Dumfriesshire ist heute noch eine der Lieutenancy Areas von Schottland.

## Orte
Hauptorte
- Annan
- Dumfries
- Langholm
- Lockerbie
- Moffat

Orte
- Applegarthtown
- Caerlaverock
- Canonbie
- Closeburn
- Cummertrees
- Dalton
- Dornock
- Dryfesdale
- Dunscore
- Durisdeer
- Eskdalemuir
- Ewes
- Glencairn
- Gretna
- Half Morton
- Hoddom
- Holywood
- Hutton
- Johnstone
- Keir
- Kirkconnel
- Kirkmahoe
- Kirkmichael
- Kirkpatrick-Fleming
- Kirkpatrick Juxta
- Lochmaben
- Middlebie
- Morton
- Mouswald
- Penpont
- Ruthwell
- St Mungo
- Sanquhar
- Tinwald
- Torthorwald
- Tundergarth
- Tynron
- Tynron Doon
- Wamphray
- Westerkirk